# Dżamolidin Abdużaparow
Dżamolidin Mirgarifanowicz Abdużaparow (ur. 28 lutego 1964 w Taszkencie) – radziecki i uzbecki kolarz szosowy, jeden z najlepszych sprinterów zawodowego peletonu pierwszej połowy lat 90.
Abdużaparow, którego długie i trudne do wymówienia dla zachodnich Europejczyków nazwisko skrócono do Abdu, świętował swoje pierwsze sukcesy jako amator w reprezentacji ZSRR. Razem z Olafem Ludwigiem walczył na końcowych metrach etapów Wyścigu Pokoju i łącznie wygrał w tej imprezie 6 etapów. W związku z rozpadem Związku Radzieckiego w 1990 r. Abdużaparow przeszedł na zawodowstwo.
W roku 1991 odniósł dwa pierwsze (z dziewięciu) zwycięstwa etapowe w Tour de France oraz po raz pierwszy zdobył zieloną koszulkę najlepszego sprintera, którą wygrywał również w latach 1993 i 1994. Dwukrotnie udało mu się wygrać prestiżowy, ostatni etap w Tourze, z metą na paryskiej Avenue des Champs-Élysées (1993, 1995). Wygrywał etapy również w innych wielkich tourach: 7 w Vuelta a España, jeden w Giro d'Italia.
Dominującą pozycję w sprintach zawdzięczał nie tylko szybkości, ale przede wszystkim „wściekłemu”, rozpychającemu się stylowi jazdy, na granicy zgodności z regulaminem. Olaf Ludwig powiedział o nim kiedyś: On wjeżdża w dziury, których nie ma. W 1991 jego styl dał mu swego rodzaju nauczkę: w trakcie końcowego sprintu w Paryżu nieuważnie próbował za wszelką cenę prześcignąć rywala i zahaczył o barierkę kilkadziesiąt metrów od linii mety. Ze złamanym obojczykiem musiał przenieść rower przez linię mety, aby zachować zieloną koszulkę.
Podczas Tour de France 1997 udowodniono Abdużaparowowi stosowanie dopingu – wykryto u niego klenbuterol i bromantan. Nałożono na niego karę zawieszenia na rok, w związku z czym Uzbek zakończył karierę.
W 2007 roku otrzymał tytuł Zasłużonego Mistrza Sportu Federacji Rosyjskiej.

## Przynależność drużynowa
- 1990: Alfa Lum
- 1991–1992: Carrera
- 1993: Lampre
- 1994: Team Polti
- 1995: Novell
- 1996: Ceramiche Refin – Mobilvetta
- 1997: Lotto

## Wybrane zwycięstwa
- Tour de France
  - 9 zwycięstw etapowych (2x 1991, 3x 1993, 2x 1994, 1x 1995, 1x 1996)
  - Zielona koszulka 1991, 1993, 1994
- Giro d'Italia 1 etap (1994)
- Vuelta a España 7 etapów (4x 1992, 3x 1993)
- Tour de Suisse 1 etap (1993)
- Wyścig Pokoju 6 etapów (3x 1987, 2x 1988, 1x 1989)
- Gandawa-Wevelgem 1991